# Berit Menuchah
Berit Menuchah (en hebreo: ספר ברית מנוחה), también conocida como Berit Menuḥah, Berith Menuḥa o Brit Menucha, es una obra de cábala práctica escrita en el siglo XIV por Rabbi Abraham ben Isaac de Granada. Consiste de un sistema de teúrgia que utiliza nombres secretos de Dios y sus emanaciones con propósitos espirituales y mágicos. En el 2007 se publicó su traducción al inglés.

## Contenido
El Berit Menuḥah trata de un complejo sistema que describe las distintas hipóstasis del mundo divino y de Dios, y las asocia con los puntos vocales (Nikudim) del idioma hebreo. Ocupa un sitio central el rol de los nombres divinos, angelicales, y mágicos asociados con las diferentes emanaciones descritas. A menudo se les asigna usos mágicos, y a menudo el texto indica si es necesario que el practicante esté puro o no. Algunos de los nombres son nombres de Dios típicos de la Cábala, pero la mayoría son derivados mediante el Notarikon de versos bíblicos:
Y se descubrió que los Malachim fueron creados por el viento y el aire fino y esclarecedor, y que el nombre de su origen עַמַרֻמְאֵליוְהָ se deriva del verso (Salmos 104:4): ‘Y se descubrió que los Malachim fueron creados por el viento y el aire fino y esclarecedor, y el nombre de su origen עַמַרֻמְאֵליוְהָ se deriva del verso (Salmos 104: 4): 'Quién hace los vientos tus mensajeros, enciende y llama a tus ministros' '(.....) Y cuando las luces alcanzan esta Sefiro, se unen y reciben un nombre que se deriva de las letras centrales del siguiente verso (Génesis 6:2): 'Los hijos de Dios vieron que las hijas de los hombres eran justas; y tomaron por esposas a las que eligieron'. Y este valiente nombre, que se dibuja en el Gevura, es רְנֵלבֺנקְהֵכשְיִהְ. 
Los ángeles y sus nombres también ocupan un sitial destacado en el texto, y en una sección se mencionan docenas de ellos y sus áreas de dominio, tales como animales, árboles, elementos, etc.:
El ángel רוחיאל (Rohiel) es el encargado de los vientos; él es capitán de tres ángeles: חזקיה , עוזיאל and עזאל (Uziel, Hezekiah y Azael). El ángel גבריאל (Gabriel) es el encargado de los truenos. El ángel נוריאל (Nuriel) es el encargado del granizo. El ángel מקטוניאל (Mktoniel?) es el encargado de las rocas. El ángel טלפיאל (Tlapial?) es el encargado de los árboles que dan frutos. El príncipe שרואל (S(h)ruel) es el encargado de los árboles que no dan frutos. Y el ángel סנדלפון es el encargado de los seres humanos.